# Леополд Игнац Йозеф фон Дитрихщайн
Леополд Игнац Йозеф фон Дитрихщайн (на немски: Leopold Ignaz Joseph von Dietrichstein; * 16 август 1660; † 13 юли 1708, Николсбург, Моравия, Чехия) е от 1698 до 1708 г. 4. княз на Дитрихщайн-Николсбург, покняжен граф на Тарасп (Граубюнден, Швейцария), барон (фрайхер) на Холенбург, Финкенщайн (Каринтия) и Талберг (Щирия).

## Биография
Той е вторият син на княз Фердинанд Йозеф фон Дитрихщайн (1636 – 1698) и съпругата му принцеса Мария Елизабет фон Егенберг (1640 – 1715), дъщеря на княз Йохан Антон I фон Егенберг (1610 – 1649) и съпругата му маркграфиня Анна Мария фон Бранденбург-Байройт (1609 – 1680). Брат е на Зигмунд Франц (1658 – 1667), Карл Йозеф фон Дитрихщайн (1663 – 1693), граф на Дитрихщайн, Валтер Франц Ксавер Антон (1664 – 1738), 5. княз на Дитрихщайн-Николсбург, и на граф Якоб Антон (1678 – 1721). Сестра му Ердмунда Мария (1662 – 1737) е омъжена 1681 г. за първия си братовчед княз Йохан Адам I Андреас фон Лихтенщайн († 1712).
Между 1658 и 1678 баща му Фердинанд Йозеф строи бароков дворец във Виена. През 1698 г. Леополд получава ордена на Златното руно.
Умира на 47 години от туберкулоза на 13 юли 1708 г. в Николсбург. Наследен е от по-малкия му брат Валтер Франц Ксавер Антон.

## Фамилия
Леополд Игнац Йозеф фон Дитрихщайн се жени на 13 юли 1687 г. за принцеса Мария Годофреда Доротея фон Залм (* 29 септември 1667, † 19 януари 1732, Виена), дъщеря на княз Карл Теодор Ото фон Залм (1645 – 1710) и първата му съпруга Годофреда Мария Анна Хуйн фон Гелеен (1646 – 1667). Те имат две дъщери, които умират малки:
- Анна Мария Йозефа (25 юли 1688 – януари 1697)
- Мария Йозефа Фелицитас (13 септември 1694 – 7 март 1711)

## Галерия
- Дворец Дитрихщайн, Каринтия
- Дворецът Микулов/Николсбург, Моравия
- Дворецът Тарасп в Граубюнден, Швейцария